# Michał Jarema
Michał Jarema (ur. 30 lipca 1909 w Krakowie, zm. 17 sierpnia 1997) – polski lekarz, profesor nauk medycznych, nauczyciel akademicki, a w latach 1953–1956 rektor Pomorskiej Akademii Medycznej im. gen. Karola Świerczewskiego w Szczecinie.

## Życiorys
W 1935 ukończył studia lekarskie na Wydziale Lekarskim Uniwersytetu Jagiellońskiego, gdzie pracował już od 1932, w Klinice Neurologiczno-Psychiatrycznej, W 1939 obronił pracę doktorską. W latach 1945–1949 wykładał na Uniwersytecie Jagiellońskim. W 1949 został pracownikiem Pomorskiej Akademii Medycznej, jako zastępca profesora i kierownik Kliniki Neurologii (kierował nią do 1979), w latach 1953–1956 był rektorem tej uczelni. W 1954 został mianowany docentem, w 1961 został profesorem nadzwyczajnym. W latach 1971–1979 był dyrektorem Instytutu Chorób Nerwowych.
W 1973 uzyskał tytuł naukowy profesora nauk medycznych.